# De la dénotation
De la dénotation (On Denoting) est un des articles philosophiques les plus importants écrits par Bertrand Russell et publié dans la revue Mind en 1905 (réimpression dans Logic and Knowledge en 1956). Russell y contribue à la philosophie du langage en introduisant sa théorie des descriptions définies et indéfinies, il y formule sa thèse du descriptivisme vis-à-vis des noms propres, et caractérise ceux-ci de descriptions définies « déguisées » ou « abrégées ». 

## Réception
Pour F. P. Ramsey la théorie des descriptions développée par Russell est un « paradigme de la philosophie analytique ».
Strawson estime qu'elle contient « quelques erreurs fondamentales. »

### Note
1. ↑  Dans The foundations of mathematics and other essays (1931) : « that paradigm of philosophy, Russell's theory of description[2] »